# Bukovje, Belšak
 Bukovje  (nemško Puch) je vas ali kraj v občini Belšak (nemško Weißenstein) na levi strani Drave od koder krene cesta v dolino marmorja Krastal  na Koroškem. Vas ima 623 prebivalcev (stanje 1. januarja 2023). 

## Lega
Vaško naselje Bukovje se nahaja 3 km jugovzhodno od občinskega središča Belšak ob cesti na levem bregu Drave, kjer je cestni odcep deželne ceste skozi Krastal.   

## Zgodovina
Vas Bukovje je v zgodovinskih dokumentih prvič omenjena že 9. septembra 878, kot "Pöcha". Takrat tako zapisano ime izhaja iz slovanskega poimenovanja naselja med bükva-mi. Kraj je bil bolj gosto poseljen s slovanskimi priseljenci okoli leta 590. Po navedbah dokumentov je bilo Bukovje (Puch) naselje rudarjev, ki so kopali železo v bližnjih rudarskih območjih na Kölblu, v Gummernu, na Ochsenhaltu in na Wollaniger Höheju.  Omenjenega leta 878 je kralj Karlman območje podaril opatiji Ötting. 
Ker so v neposredni bližini kopali in predelovali t.i. noriško železo, je bil kraj Puch poseljen tudi v rimskem času, saj so v Bukovju odkrili rimske grobne stavbe in ostanke hiše iz rimskih časov, kovanec cesarja Galiena iz leta 268. Odkrili so tudi zgodnjenemški grob iz 10. stoletja. 
Iz novejšega časa je treba omeniti, da je bila v Bukovju protestantska hčerinska župnija Bukovje-Polane (Puch-Wollanig), ki je bila ustanovljena leta 1782, po ediktu strpnosti cesarja Jožefa II. iz leta 1781. Protestantska skupnost je za svojo zasebno protestantsko šolo pridobila zgodovinsko hišo, zgrajeno pod cesarico Marijo Terezijo kot misijonsko postajo in kustosa pavlinskih patrov. Do leta 1882 je bila šola Bukovje zasebna šola protestantske podružnične skupnosti, ko je šolo prevzel javni sektor.